# Caballería

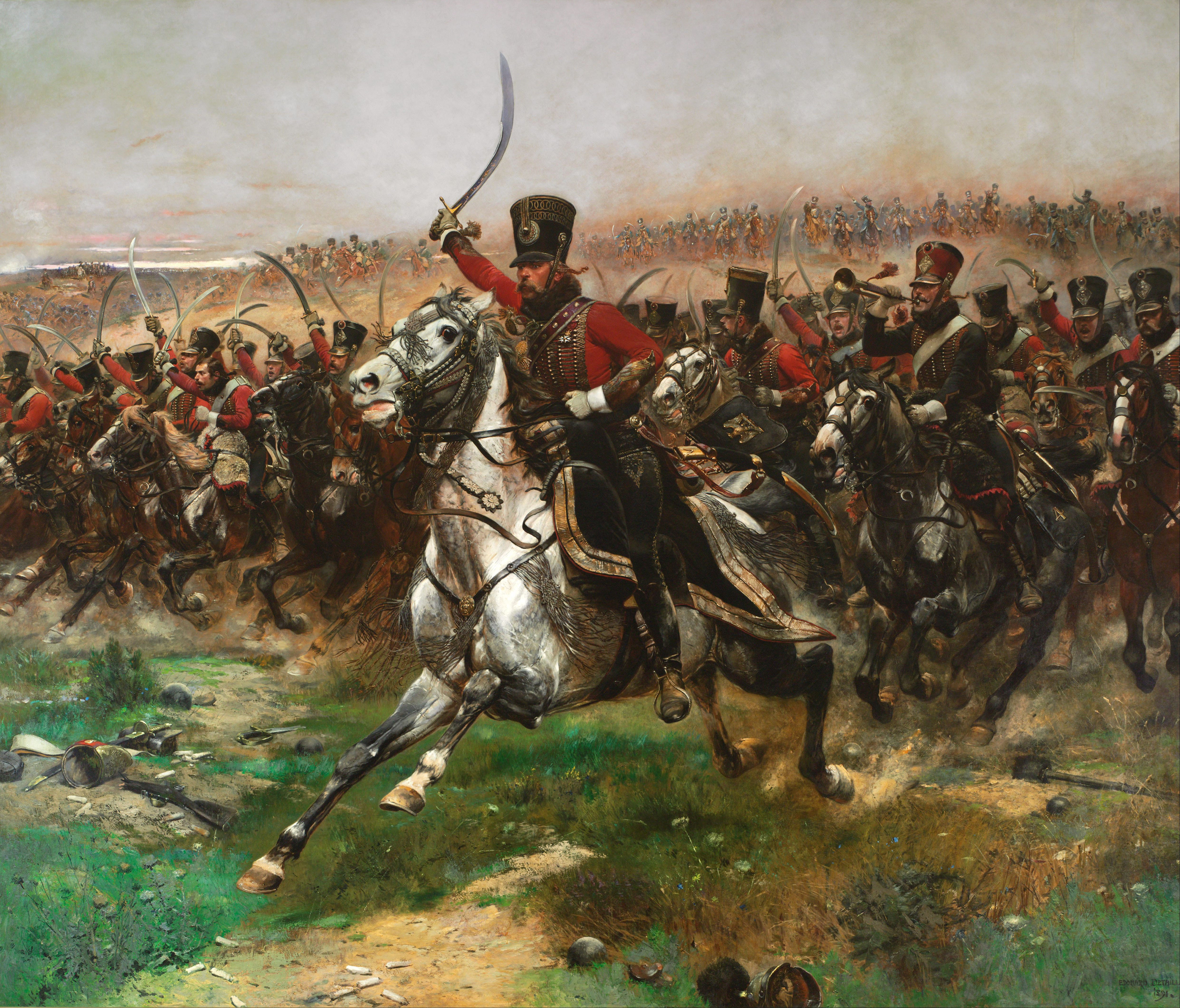
Húsares franceses en la batalla de Friedland, 1807. Óleo de 1891 de Édouard Detaille (1848-1912).

Caballería o cuerpo de caballería es la fuerza de combate montada a caballo. Este término proviene del francés cavalerie. Se distingue generalmente entre caballería pesada o blindada (también llamada catafracto) y caballería ligera. Este término no suele aplicarse a fuerzas militares que en lugar de caballos utilizaban otro tipo de animales, como camellos, mulas y elefantes.
Hoy en día, los ejércitos que mantienen fuerzas de combate a caballo son raros. Sin embargo, en muchos de ellos tradicionalmente sigue llamándose «caballería» a las fuerzas y unidades que realizan misiones similares a las de la antigua caballería, pero haciendo uso de vehículos de motor, vehículos blindados o helicópteros

## Antigüedad
En las civilizaciones antiguas como Egipto, Babilonia o Asiria, se empleaban principalmente los caballos como tiro para carros armados, desde los que se arrojaban jabalinas o flechas contra el enemigo. Posteriormente la selección y cría de razas más fuertes permitió el uso de jinetes armados en la guerra, y el carro de guerra fue cayendo en desuso, al tiempo que la infantería desarrollaba tácticas que anulaban su efectividad.

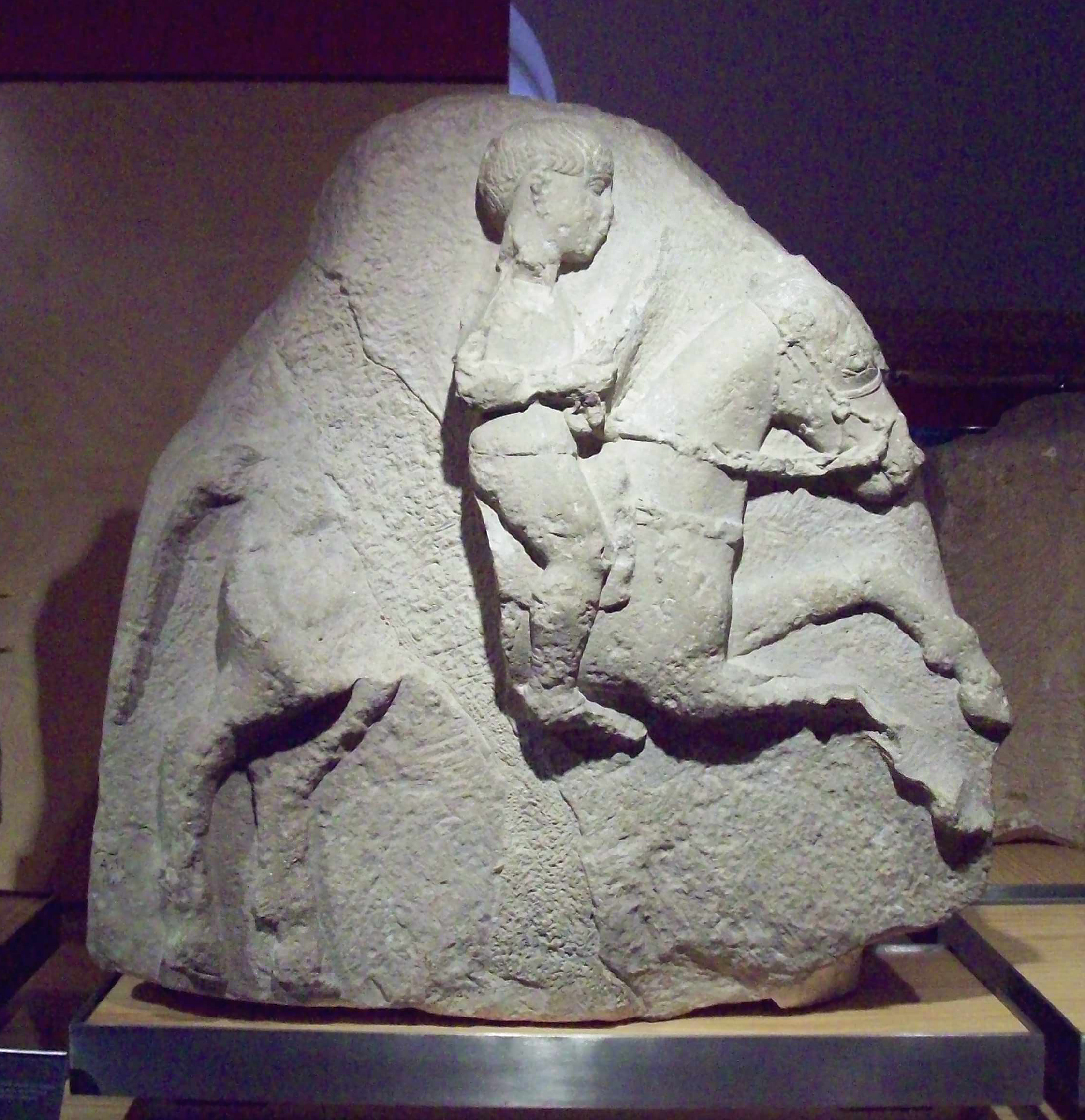
Jinete ibero del (M.A.N., Madrid).

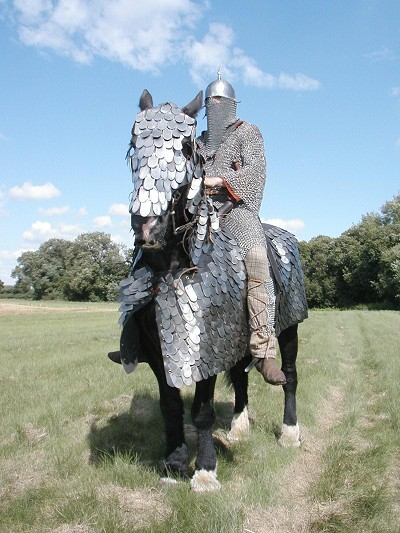
Representación moderna de un catafracto sasánida.

En la Antigüedad y hasta la crisis que atravesó el Imperio romano en el siglo III, la caballería se utilizaba sobre todo para la exploración y en auxilio de la infantería, que llevaba el peso de la batalla, permitiendo a la caballería efectuar rápidas maniobras para envolver al enemigo por su punto débil y aprovechar la retirada en desorden del enemigo para perseguirlo y causarle gran cantidad de bajas. Alejandro Magno fue un maestro en el uso de la caballería como apoyo a la falange macedonia. Aníbal se sirvió de su caballería formada por celtíberos y númidas para envolver la retaguardia de los romanos en Cannas y masacrar una fuerza muy superior a la suya. Julio César le dio un papel menos relevante, utilizándola ante todo para perseguir al enemigo en fuga o para provocarla en un enemigo ya «ablandado» por la infantería. También existían pueblos guerreros, principalmente asiáticos, que empleaban la caballería de forma casi exclusiva, como los partos, cuya fuerza principal eran los arqueros montados.
En los ejércitos romanos, la caballería experimentó un crecimiento importante en su número y sus funciones con el Alto Imperio, período durante el cual estaba agrupada en su mayor parte en alas o en unidades mixtas con infantería, con gran presencia de pueblos aliados de Roma. En tiempos del emperador romano Adriano, los romanos adoptaron sus primeras unidades de caballería acorazada de mano de los sármatas. Posteriormente y bajo influencia de los persas, este tipo de unidades se multiplicó. En el ejército bajoimperial, la caballería pasa a desempeñar un papel fundamental, si bien actúa conjuntamente con la infantería, ahora es la pieza clave del campo de batalla. En sus diversas formas (acorazada, de arqueros...) fue integrada en el núcleo de los ejércitos de campaña tardorromanos; esta tradición militar se vio continuada en el ejército bizantino, no así en Occidente, pues los ejércitos bárbaros de los reinos germanos surgidos del desplome imperial eran fundamentalmente ejércitos de infantería.

## Edad Media

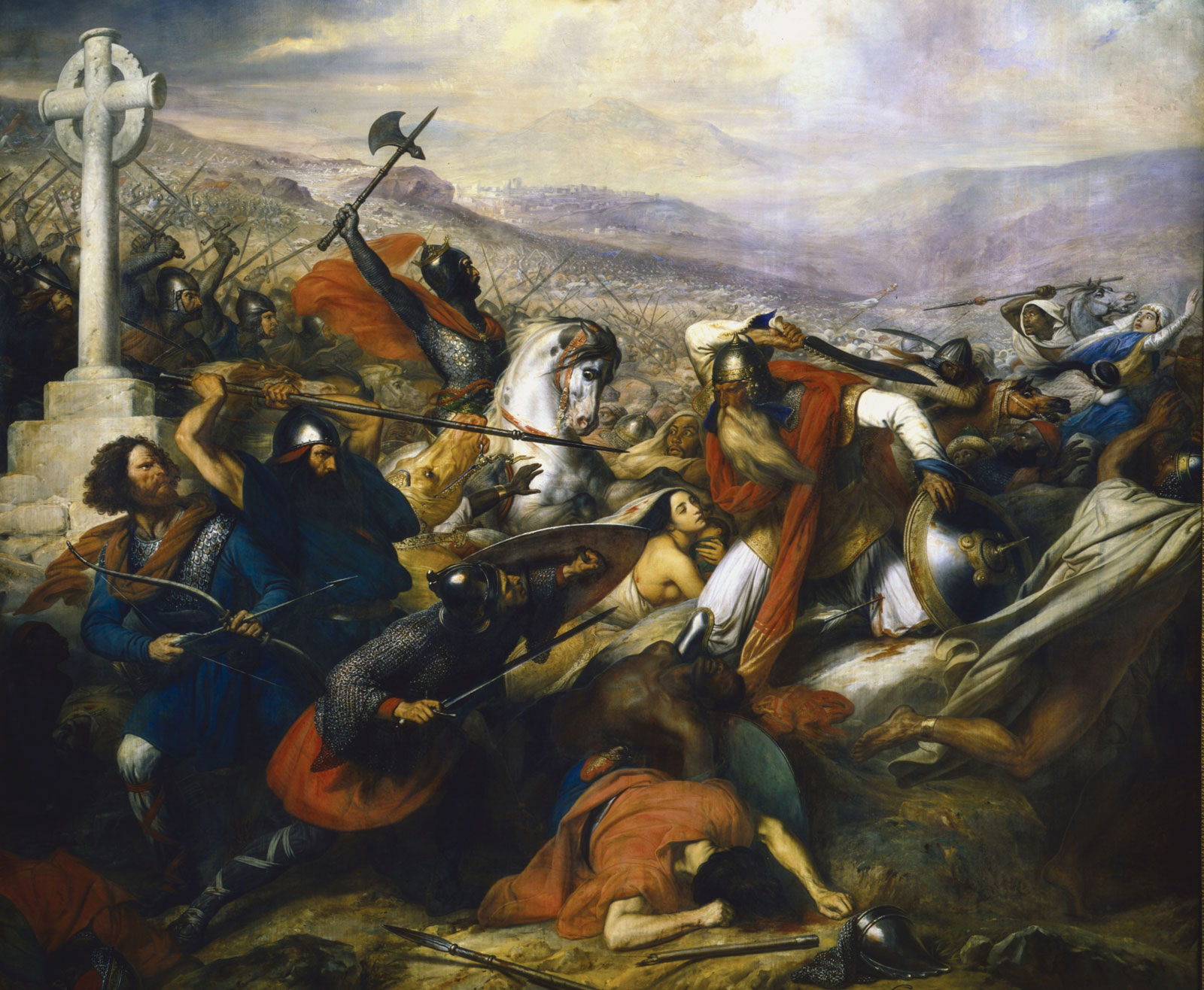
Francia destacará durante toda la Edad Media por su tradición de caballería. Óleo sobre la batalla de Poitiers de 732

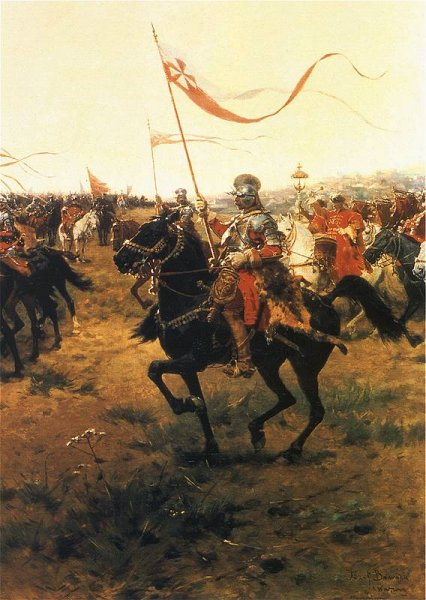
Los húsares "alados" polacos, una de las más famosas caballerías pesadas de la historia. Óleo de 1890 de Józef Brandt (1841-1915).

La caballería pesada volvería a la Europa Occidental por otro camino: en el siglo VII aparece el estribo en China y se extiende rápidamente por Asia hasta Turquía y los Balcanes. Ya en el siglo VIII se conoce en Europa, al tiempo que la silla evoluciona para dar estabilidad al jinete. Bien sea por influencia árabe o más probablemente de los ávaros, la caballería acorazada se convierte en la punta de lanza de los ejércitos carolingios, que forjarán el imperio más vasto de la Edad Media occidental. De esta forma en los siglos IX y X, impulsada ahora por las necesidades de la lucha contra los invasores sarracenos, magiares y vikingos, se configura la caballería pesada típica del ejército medieval.
Mientras, en Oriente se crea otro tipo de caballería, ligera, que combate usando sable y lanza (utilizada principalmente por los pueblos árabes). También se dispone de unidades de arqueros a caballo. Los pueblos que más usan este tipo de jinetes son los mongoles y los otomanos.
Armar y dar montura a un guerrero resultaba muy caro, de forma que la caballería medieval aparece ligada totalmente al fenómeno del feudalismo. Los caballeros son señores o vasallos aventajados con poder social y económico, que guardan además la exclusividad de la caballería para su clase. Inicialmente protegidos con un traje completo de cota de malla (almofar, brafoneras y loriga) y un yelmo, que va aumentando de tamaño hasta convertirse en el siglo XII en un gran y pesado cilindro metálico apoyado sobre pecho y espalda. Al ser la cota de malla una armadura poco resistente y fácilmente traspasable, se van añadiendo protecciones extras al conjunto formadas por placas metálicas: a finales del siglo XIII y principios y mediados del XIV se introducen protecciones para los hombros, los brazos y las piernas. A finales del siglo XIV y principios del XV caballero y caballo terminarán por estar totalmente revestidos de placas metálicas, lo que da origen también a la selección de razas para obtener caballos grandes y pesados capaces de sostener el conjunto.
La estrategia de la batalla en esta época es muy simple. La caballería, protegida de pies a cabeza, se lanza en masa contra sus rivales en la batalla mediante una carga frontal. Si la infantería osa aventurarse en campo abierto, el peso y empuje de los caballos hunde sus filas y la ventajosa posición del caballero le permite descabezar y masacrar infantes con facilidad. Nada parece alterar este orden hasta que en 1346 y 1415 los arqueros ingleses, protegidos por la infantería, derrotan totalmente a la caballería feudal francesa en las batalles de Crecy y Azincourt. Finalmente el declive de la caballería pesada feudal se acelera con el desarrollo en Suiza de una nueva táctica de combate en el siglo XV: la infantería suiza avanza en cuadros apretados erizados de picas de más de seis metros, de las cuales salen filas de ballesteros y arqueros que diezman las líneas enemigas, para resguardarse nuevamente en el cuadro. Rápidamente los mercenarios suizos son contratados por los reyes europeos (en especial los reyes de Francia que combinan a los mercenarios suizos con la caballería pesada feudal con éxito durante algunos años). Esta idea es imitada y mejorada sustituyendo la caballería pesada por arcabuceros, dando lugar al tercio español que derrota a los franceses en Italia. Los tercios serían durante un siglo y medio los amos del campo de batalla en Europa, combinando sabiamente armas de asta antiguas (picas) con modernas armas de fuego (arcabuces y mosquetes).

## Edad Moderna

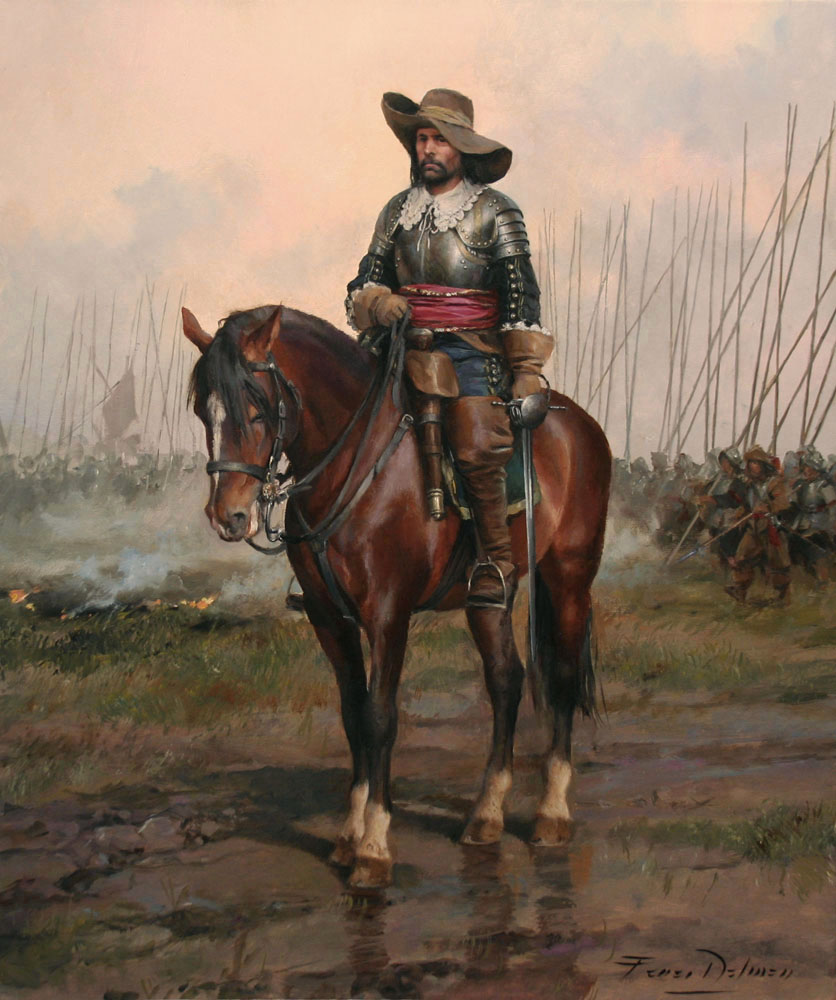
Caballería ligera española del. Augusto Ferrer-Dalmau.

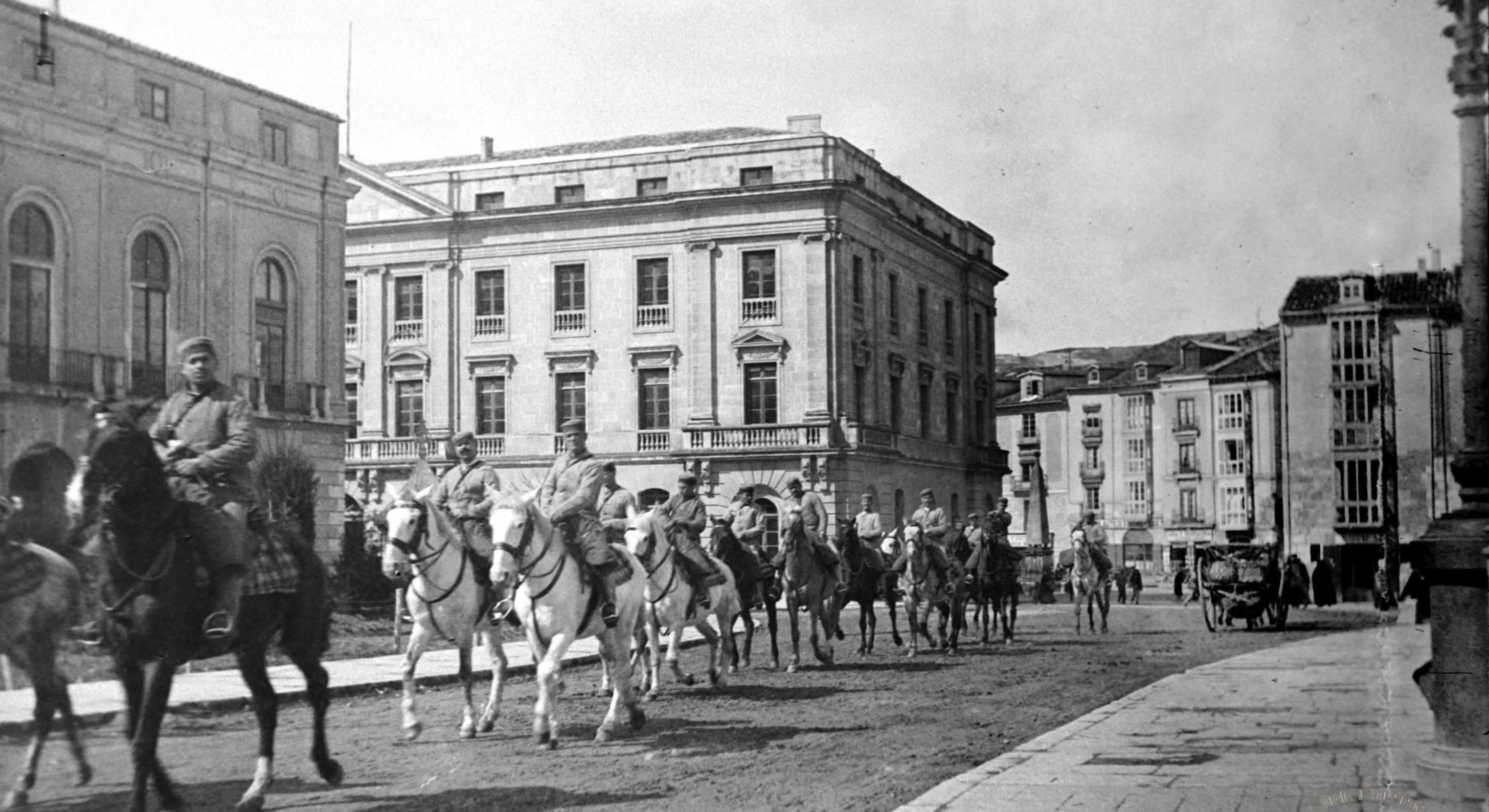
Tropas de Caballería cruzando el Puente de San Pablo (Burgos). Fondo del fotógrafo Isidro Gil Gavilondo, finales del.

La caballería comienza así durante los siglos XVI y XVII a aligerarse; las armaduras pesadas ya no sirven ante las picas y los arcabuces. En la Europa central empieza a desarrollarse una caballería ligera, protegida por una coraza y armada con espada y tres o cuatro pistolas, que se acerca rápidamente a los cuadros de infantería, descarga sus armas a distancia segura y se retira o carga contra los cuadros cuando huyen o se encuentran dispersos. De todas maneras, se siguen utilizando unidades de caballería pesada que combaten con lanza y espada y llevan en ocasiones protecciones para los muslos y/o para los brazos. Sin embargo, estas unidades van desapareciendo a lo largo del siglo XVII en toda Europa.
Debido a las nuevas formas de combate, con toda la infantería armada con fusil y bayoneta, la caballería parece resurgir con fuerza en el siglo XVIII. Dada la lentitud del proceso de carga del fusil y que en la práctica es imposible acertar con seguridad a una distancia mayor de 100 metros, una fuerza capaz de avanzar a gran velocidad por el campo de batalla y efectuar una carga impetuosa parece de gran utilidad.

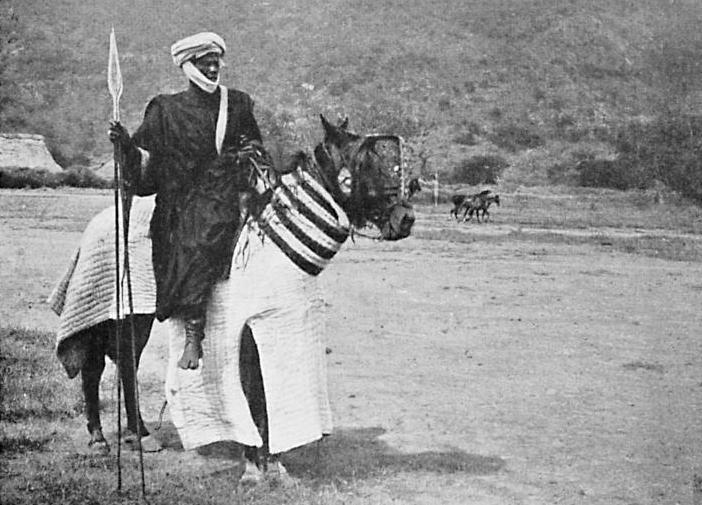
Jinete árabe de 1918.

La caballería de este periodo se suele dividir en pesada y ligera. La pesada monta grandes caballos, a veces con protecciones en la parte frontal del animal, armada con espada o lanza. Además, algunas divisiones de caballería llevaban armaduras para protegerse de las espadas y bayonetas. Está pensada para lanzarse de frente contra la infantería, provocando con el peso e ímpetu de su carga brechas en las líneas para luego dispersar y exterminar a los infantes. Los coraceros franceses y los lanceros polacos son ejemplos de este tipo de caballería. La caballería ligera monta caballos rápidos y más pequeños, y va armada generalmente con sable; está pensada para la exploración, hostigamiento del enemigo y persecución en fuga. Los húsares son un típico ejemplo de esta clase de caballería, y entre la típica caballería pesada y la típica caballería ligera fueron los Húsares Alados Polacos.
Napoleón utilizó ampliamente ambos tipos de caballería en sus campañas. En 1815, en la batalla de Waterloo, la caballería nuevamente entra en crisis, esta vez definitiva. Wellington ordena a su infantería en cuadros, con las líneas internas relevándose en el tiro, mientras las externas presentan un frente de bayonetas. Tras varias cargas, la caballería francesa es diezmada, los cuadros británicos resisten y Napoleón es derrotado.
A pesar de las lecciones de las guerras napoleónicas, siguen empleándose viejas estrategias. En la Guerra de Secesión de Estados Unidos y la Guerra Franco-Prusiana en Europa, durante la segunda mitad del siglo XIX, los fusiles cuadriplican su alcance y puntería, masacrando a la caballería en sus cargas y utilizando los cuadros cuando era preciso.

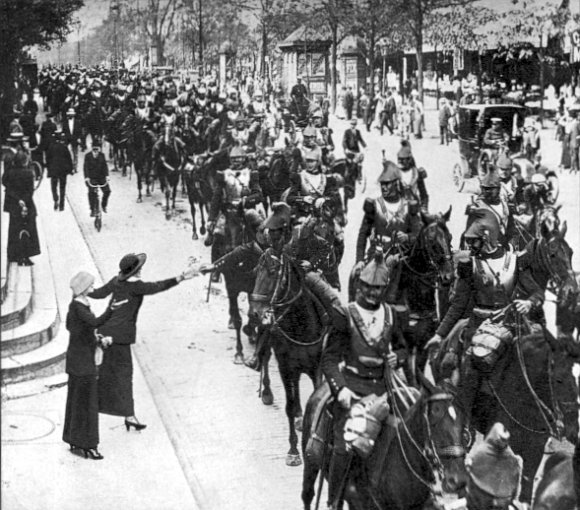
Caballería pesada francesa en París de camino a la batalla durante la I Guerra Mundial. Agosto de 1914.

Con la aparición de las armas de repetición y el revólver, parece revivir la caballería, y durante la Guerra de Secesión la caballería de ambos bandos va armada con un rifle y varios revólveres, que descargan a una distancia segura, o utilizan desmontados, para replegarse rápidamente ante el avance de la infantería. Además, las potencias coloniales mantienen importantes fuerzas de caballería en sus colonias para favorecer la movilidad de sus fuerzas. En la práctica, la carga frontal contra la infantería, cuando se encuentra en posición de combate, se convierte en un acto suicida.
La aparición de la ametralladora a finales del siglo XIX da el puntillazo definitivo a la caballería. A pesar de esta evidencia, en la primera e incluso en la Segunda Guerra Mundial se emplean unidades de caballería, como los famosos lanceros polacos (Brigada Pomerania) aplastados por las divisiones Panzer nazis, aunque de hecho la última carga de caballería en la guerra la realizó el Reggimento di Cavalleggeri Savoia en Rusia, en 1942 para cerrar una brecha en el frente. En España, la última carga de caballería se dio durante la Guerra Civil en la batalla de Alfambra. Durante esta batalla la caballería del bando sublevado cargó con éxito contra las filas republicanas.
Después de esta guerra, en la que la caballería fue casi testimonial, las unidades de caballería han sido reconvertidas generalmente en unidades acorazadas, con la tropa armada al estilo de la infantería y desplazándose en blindados de transporte y ataque y carros de combate ligeros como el BMR 625 VEC. Otra variante significativa que hizo aparición en la Primera Guerra Mundial fue la conversión de los soldados de caballería en soldados de la Fuerza Aérea, a la que se transmitió parte del antiguo folclore de la fuerza, como elementos de su vestimenta y el cuidado del honor (como practicaba el Barón Rojo, por ejemplo, que saludaba a sus adversarios antes de batirse con ellos, no atacaba a quienes rechazaban su reto y permitía retirarse a sus contrincantes malheridos).
Actualmente solo las unidades de montaña de algunos países mantienen aun caballos, usados en lugares donde los carros blindados y los vehículos motorizados no pueden llegar, así como en unidades de exploración en el mismo tipo de regiones. El caballo permite una movilización rápida en los cerros, puede cargar más provisiones y cañones de montaña, vadea ríos más fácilmente y permite al soldado llegar descansado al punto de combate, por lo que se debe hablar ya, en estricto rigor, de unidades de infantería montada.

## Transformación

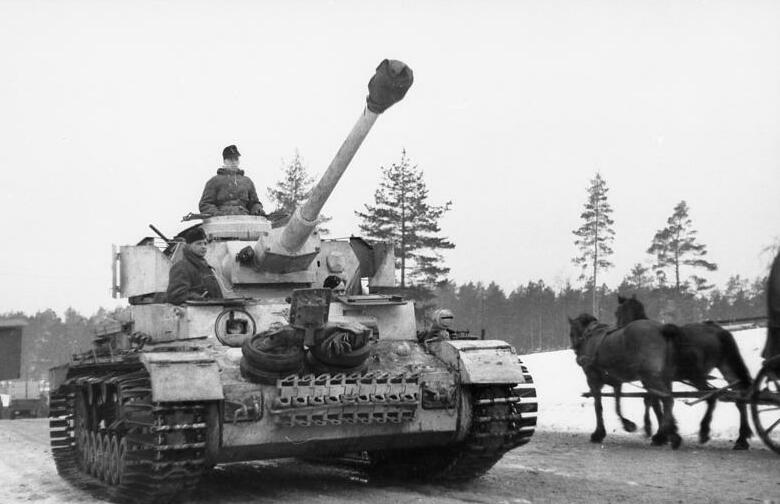
Panzer IV del ejército alemán durante la Segunda Guerra Mundial.

A mediados del siglo XX, la caballería se sometió a un proceso de transformación. Las fuerzas de caballos desaparecieron para dar paso al tanque de guerra y al helicóptero militar.
Existen tres tipos de la caballería moderna:
- Caballería blindada: medios blindados, especialmente carros de combate o tanques.
- Caballería de exploración: medios variados de acuerdo al tipo de ambiente geográfico en el cual opere, de forma descentraliza específicamente, desde vehículos blindados livianos e inclusive caballos.
- Caballería ligera: medios variados dispuestos de movilidad táctica y estratégica, fundamentalmente vehículos de reconocimiento blindado a rueda de gran potencia de fuego contra unidades blindadas y mecanizadas.